# Préstamo domiciliario
El préstamo domiciliario es uno de los servicios tradicionales que se ofrecen en las bibliotecas. Permite a los usuarios retirar documentos de la biblioteca para poder consultarlos en su domicilio.
Tradicionalmente, los documentos que han sido objeto de este servicio han sido los libros, pero actualmente se prestan otros materiales, como discos, películas, material informático, etc. En cambio, suelen estar excluidos del préstamo las publicaciones periódicas (revistas, diarios, etc.), los diccionarios, las enciclopedias y las obras antiguas o valiosas.